# Siv Fahlgren
Siv Fahlgren, egentligen Sif Helena Fahlgren, född 6 april 1949, är en svensk genusvetare och professor emerita i genusvetenskap vid Mittuniversitetet.
Fahlgren disputerade i socialt arbete 1999 på en avhandling under rubriken ’’ Det sociala livets drama och dess manus: diskursanalys, kön och sociala avvikelser’’. Fahlgren har därefter varit verksam vid Mittuniversitetet i Östersund och i Sundsvall där hon byggt upp forskningen i genusvetenskap och forskargruppen Forum för genusvetenskap. Hon utnämndes 2014 till professor i genusvetenskap.
Fahlgren har i sin forskning fokuserat på vetenskapskritiska och metodologiska frågor utifrån ett genusperspektiv. Centralt har varit feministiska teoridebatter inom såväl socialt arbete som genusvetenskap. På senare tid har hennes forskning fokuserat på normaliseringsbegreppet och skapande av ’’de andra’’. Detta har också varit temat i två av de projekt hon ansvarat för: ”Challenging normalization processes” och ”Normalisering och den neoliberala välfärdsstaten. Utmaningar av och för genusteori” Syftet är att synliggöra och fördjupa kunskapen om de utmaningar som neoliberalismen ställer oss inför samt bidra till vidareutveckling och fördjupning av genusteori. 